# Juan Meléndez Valdés
Juan Meléndez Valdés (11. března 1754, Ribera del Fresno – 24. května 1817, Montpellier, Francie) byl španělský básník a politik, nejvýznamnější představitel tzv. salamanské básnické školy, která stojí na počátku španělského preromantismu.

## Život
Vystudoval práva v Salamance, od mládí ale jevil zájem o literaturu. V roce 1780 vyhrál prestižní literární soutěž Akademie s eklogou Batilo, v roce 1781 získal tutéž cenu za ódu Na slávu umění (A la gloria en las artes), v roce 1784 získal cenu města Madrid za pastýřskou hru Las bodas de Camacho (Camachova svatba). V Salamance poznal básníka a dramatika Josého Cadalsa, který v něm probudil zájem o anakreonskou a o anglickou a francouzskou klasicistní a preromantickou poezii.
V sentimentální a bukolicky laděné milostné poezii opěvoval pod různými jmény neznámou ženu – například v básních La paloma de Filis (Holubička Phyliddina), Lisi o la inconstancia (Lisi neboli nestálost nebo Galatea. Milostnou tematiku později opustil a pod vlivem Gaspara Melchora de Jovellanose, kterému byl představen roku 1781, psal básně filosofické. Roku 1783 byl díky Jovellanosovu vlivu jmenován na Salamanské univerzitě profesorem klasické filologie. V roce 1785 vydal knižně soubor svých lyrických básní, který postupně rozšiřoval. Sbírka měla velký úspěch a Meléndez Valdés se tak stal nejvýznamnějším představitelem tzv. salamanské básnické školy, skupiny básníků soustředěných kolem Salamanské univerzity, v jejichž klasicistních dílech se objevují individualistické postoje, zdůrazňování citu a přírody jako místa, kde se může člověk osvobodit od městských konvencí a předsudků.
Básnický úspěch jej přiměl k tomu, aby rezignoval na místo profesora a vstoupil do politiky. Jovellanos pro něj získal v roce 1789 místo soudce v Zaragoze a roku 1791 ve Valladolidu. Roku 1797 se stal úředníkem nejvyššího soudního dvora v Madridu. Roku 1798 však v souvislosti s odvoláním Jovellanose z funkce ministra spravedlnosti upadl v nemilost a byl poslán do Mediny del Campo a roku 1802 do Zamory, kde jako prokurátor působil do roku 1808. Za francouzské okupace se stal ministrem školství ve vládě Josefa Bonaparteho. Po jeho porážce roku 1813 musel coby kolaborant emigrovat do Francie, kde zemřel v bídě. Pochován je v Madridu na hřbitově Sacramental de San Isidro.

## Bibliografie

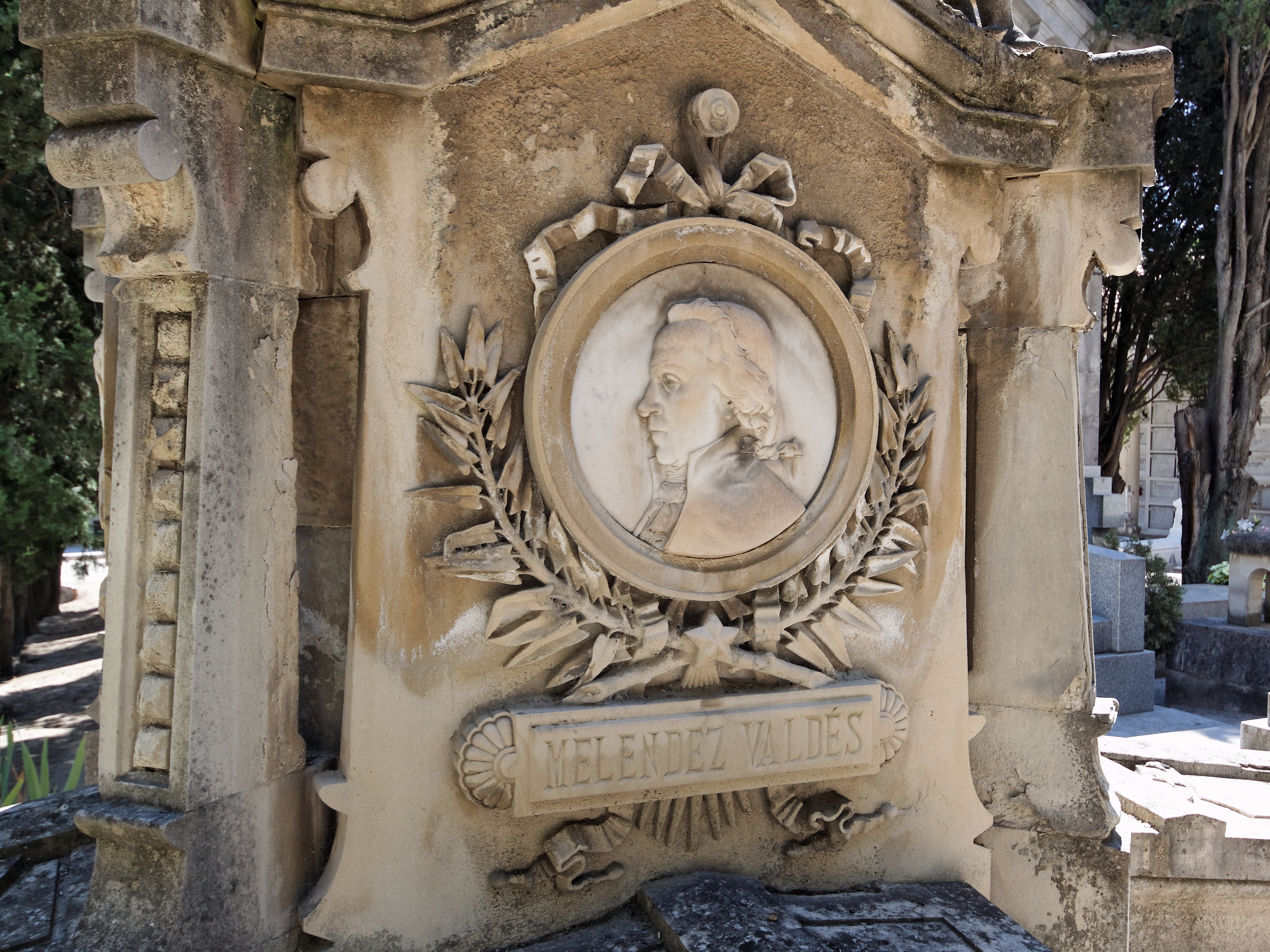
Básníkův hrob v Madridu na hřbitově Sacramental de San Isidro

## Česká vydání
Ukázky z autorovy tvorby jsou obsaženy v antologii španělských básníků 18. století Heroldové jasu, Praha: Ivo Železný 2006, přeložil Miloslav Uličný.